# Jogoboyo
Jogoboyo is een bestuurslaag in het regentschap Purworejo van de provincie Midden-Java, Indonesië. Jogoboyo telt 1273 inwoners (volkstelling 2010).